# 469
Cette page concerne l'année 469  du calendrier julien. Pour l'année 469 av. J.-C., voir 469 av. J.-C. Pour le nombre 469, voir 469 (nombre).
L'année 469 est une année commune qui commence un mercredi.

## Événements
- 8 mars : une novelle publié à Constantinople au nom de Léon et Anthémius, prend des mesures contre la pratique de la simonie dans les consécrations épiscopales[1].
- Printemps[2] : le roi des Wisigoths, Euric, vainc les Bretons du roi Riothamus à la bataille de Déols et les chasse du Berry[3]. Après sa victoire, Euric est maître de la Touraine et de la plupart des villes de l'Aquitaine première, dont Bourges[4].
- Le comte Paul et son allié Childéric Ier repoussent les Wisigoths. Peu après ils combattent contre les Saxons d'Adovacrius et prennent Angers. Paul est tué (peut-être en 470), mais l’expédition continue[5].

- 13 décembre : édit des empereurs Léon et Anthemius interdisant les spectacles le dimanche[6].

- En Chine, conquête du Shandong par les  Tuoba de la dynastie des Wei du Nord[7]. Ils échouent devant Nankin.
- Le fils cadet d'Attila, Dengitzic est tué au combat par le général de Thrace Anagaste. Sa tête coupée est exposée à Constantinople. Son frère, Ernac, menacé par l’arrivée de nouveaux peuples turcs (Protobulgares, Ogours, Saragours), demandera et obtiendra l’installation de son peuple dans l’Empire comme fédérés dans la partie nord de la Scythia Minor (actuelle Dobroudja) avec la charge de défendre les frontières[8].
- La coalition germanique contre le royaume des Ostrogoths subit une lourde défaite près de la rivière Bolia, en Pannonie ; le roi des Skires Edika est tué. Son fils Odoacre se réfugie en Italie par le Norique, suivi par les Skires survivants et de nombreux Ruges et Hérules[9].
- Conflit entre Ricimer et Anthemius, qui se termine par une réconciliation apparente[10].

- Dernière reconstruction de voie romaine connue entre Toulouse et Javols[11].
- Édition définitive des Carmina, recueil de vingt quatre poèmes du poète gallo-romain Sidoine Apollinaire, né à Lyon[12].

## Décès en 469
- Hunimund, roi des Suèves.